# Mesobuthus cyprius
Štír kyperský (Mesobuthus cyprius) je velký žlutošedý štír. Byl řazen k druhu Mesobuthus gibbosus jako jeho poddruh M. gibbosus anatolicus, ale genetické analýzy odhalily že se jedná o samostatný druh. Výskyt je omezen na Kypr. Obývá suchá stanoviště. Jeho jed není nebezpečný.